# Beretta 1934
De Beretta 1934 was het dienstpistool van het Koninklijk Italiaans Leger tussen 1936 en 1945. De volledige naam van het wapen was Pistola Modello 1934 Calibro 9 Corto, wat zich vertaalt naar Pistool Model 1934 Kaliber 9 Kort. Het pistool is door Beretta ontworpen.

## Geschiedenis
De Beretta 1934 was in de jaren 1930 ontwikkeld ter vervanging van het Model 1889 "Bodeo" revolver en vroegere Glisenti en Beretta pistolen. Het was een aanpassing van de Beretta 1932, een wapen dat uiteindelijk van de Beretta 1915 afstamt.
Het eerste contract van 1.000 pistolen kwam van de Pubblica Sicurezza, een politiedienst. Dit contract werd gevolgd door 250 pistolen voor de havenpolitie, de Milizia Portuaria. In juni van 1936 bestelde het Italiaanse leger 150.000 pistolen, en op 16 oktober 1936 werd het wapen officieel in dienst genomen. Het Italiaanse leger zou de grootste klant blijven: tussen 1938 en 1940 werden nog twee grote orders geplaatst, voor 80.000 en 165.000 pistolen respectievelijk.
Het wapen werd met een lederen holster en twee patroonmagazijnen verstrekt: voor officieren was dit holster bruin, terwijl onderofficieren en manschappen een grijsgroen holster kregen. De Carabinieri droegen een zwart holster.
Afhankelijk van het krijgsmachtsonderdeel had het pistool een bepaalde markering:
- RE: Regio Esercito voor het Koninklijk Italiaans Leger.
- RM: Regia Marina in een cirkel, met een anker tussen de R en M. Voor de Koninklijke Italiaanse Marine.
- RA: Regia Aeronautica met een adelaar boven een kroon. Voor de Koninklijke Italiaanse Luchtmacht.

Er was ook een markering voor de Milizia Forestale, dit was echter geen krijgsmachtsonderdeel, maar een deel van de Zwarthemden. Deze markering bestond uit een adelaar, kroon en twee gekruiste hakbijlen.
Nadat de Italianen een staakt-het-vuren met de geallieerden ondertekenden kwam de Beretta-fabriek in Noord-Italië onder Duits beheer. Naar schatting zijn 53.725 pistolen voor de Duitsers geproduceerd. Deze pistolen stonden in Duitse dienst bekend als de Pistole 671 (italienisch).
Ook Roemenië en Finland zouden orders plaatsen voor de Beretta 1934. Uiteindelijk zou Roemenië 37.000 tot 40.000 ontvangen, terwijl Finland naar schatting 900 tot 1.400 pistolen in dienst zou nemen.

## Gebruikers
- Italië: Het standaard dienstpistool van het Italiaanse leger tussen 1936 en 1945.
- nazi-Duitsland: Naar schatting 53.725 pistolen. Deze wapens kenden de naam Pistole 671 (italienisch).
- Finland: 900 tot 1.400 pistolen, herkenbaar aan de markering "Sk.Y" en "SA" voor respectievelijk de Finse burgerwacht en het Finse leger.
- Roemenië: 37.000 tot 40.000 pistolen, herkenbaar aan de markering 9 Scurt (9 Kort).

## Trivia
- Mahatma Gandhi werd gedood door een schutter met een Beretta (M)1934.